# Димитрина Петрова
Димитрина Георгиева Петрова е българска активистка на сдружението „Екогласност“, избрана с листата на СДС за депутат в VII велико народно събрание (1990 - 1991). Инициаторка и председателка на Българската общност за либерална демокрация (2019). Работи в областта на защита правата на човека, консултантка в редица международни организации.  

## Биография
Родена е на 11 януари 1957 г. в град Бургас. Учи в бургаската английска гимназия АЕГ “Гео Милев”. Завършва философия в Софийския университет „Св. Климент Охридски“. От 1982 до 1995 г. е преподавателка по философия в него. През 1994 г. защитава докторска степен с дисертация на тема „Утопия и ценностна рационалност“. Владее английски, немски, френски, гръцки и руски език. Има над 150 публикации, засягащи областта на равенството, правата на човека, новата история на България и широк спектър от социално-политически теми. Съпруга е на Красимир Кънев, учредител и бивш председател на Българския хелзинкски комитет.

### Политическа дейност
Димитрина Петрова участва в Обществения комитет за екологична защита на Русе, създаден през 1988 г. Тя е сред съоснователите и дейна участничка в движението „Екогласност“ през април 1989 г. През 1990 г. се кандидатира и е избрана за депутат в VII Велико Народно събрание от групата на СДС. Още на първото редовно заседание на VII ВНС предлага мораториум върху изпълнението на смъртното наказание, който се приема и е преддверие към пълната му отмяна през 1998 г. През 1991 г. по нейна инициатива е създадена Комисията по помилванията при Президента Желю Желев, в която тя е член до 1995 г. Усилията ѝ са насочени към идентифициране и освобождаване на всички политически затворници, особено осъдените за протест срещу т. нар. "Възродителен процес". 

### Дейност към НПО организации
През 1992 година в София създава и ръководи първата национална ромска правозащитна организация в Европа „Проект права на човека“. През 1994 г. участва в организирането на международна конференция на тема „Полицейската бруталност“.
През 1996 г. създава Европейски център за правата на ромите (European Roma Rights Centre), чието седалище в Будапеща към днешна дата е затворено и преместено в Брюксел. Изпълнява директорската длъжност на организацията до 2007 г. От 2007 до 2016 г. ръководи „Тръст за равни права“ (Equal Rights Trust) в Лондон.
Била е консултант на редица международни организации: ООН, ЕС, Съвет на Европа, Световната банка и др. Работи в областта на защита на човешките права, развивайки мащабни проекти в над 40 държави по разнообразни правозащитни въпроси, включително Беларус, Египет, Индия, Индонезия, Иран, Кения, Китай, Малайзия, Мианмар, Русия, Судан, Украйна и страните в Средна Азия.
Преподавала е в Орегонския университет (Юджийн, Орегон), Централноевропейския университет в Будапеща и Европейския колеж във Варшава.
В периода 2017 - 2020 е програмен директор в „SOS детски селища“. Член е на Общото събрание на Българския хелзинкски комитет. През 2019 г. инициира създаването на Българска общност за либерална демокрация (БОЛД).

### Награди
Има множество международни награди, сред които от American Bar Association (1994), Human Rights Watch (1994), Geuzenpennig (Нидерландия, 2001) и много други. През 2010 г. получава наградата Eric Lane Fellowship от Clare College, Кеймбридж, за работата си по темата за социалната справедливост в здравеопазването, а през 2018 г. получава Reagan-Fascell Fellowship за работа по въпроси на демокрацията. 